# Leptothelaira longicaudata
Leptothelaira longicaudata là một loài ruồi trong họ Tachinidae.